# Горынка (приток Горыни)
Горынка (укр. Горинка, укр. Горинька) — река в Кременецком районе Тернопольской области, Украина. Левый приток реки Горыни (бассейн Днепра).
Длина реки 32 км. Площадь водосборного бассейна — 115 км². Уклон 1,6 м/км. Долина трапециевидная, шириной до 2 км. Пойма двусторонняя, шириной до 500 м. Русло шириной 2-5 м. Используется для сельскохозяйственных нужд.
Вытекает из источников на юго-западной окраине села Горынка. Течёт в восточном — юго-восточном направлении, впадает в реку Горыни в селе Юськовцы.
Питание преимущественно снеговое и дождевое, частично за счёт подземных вод. Ледостав с конца ноября — середины декабря до начала марта. В верхнем и среднем течении сток регулируется несколькими прудами.
На реке расположены сёла Горынка, Кушлин, Иванковцы, Подгайцы, Кудлаевка, Пищатинцы, Матвеевцы, Гриньковцы, Акимовка, Юськовцы.